# Kerkidan
Kerkidan (russisch und kirgisisch Керкидан) ist ein Dorf im Oblus Osch im Südwesten Kirgisistans.

## Geographie
Das Dorf liegt 300 Kilometer südwestlich von der Landeshauptstadt Bischkek entfernt. Es liegt etwa 649 Meter über dem Meeresspiegel direkt an der Grenze zwischen Kirgisistan und Usbekistan. Kerkidan ist Verwaltungssitz der Landgemeinde Töö-Moljun im Rajon Arawan.

### Klima
In der Gegend herrscht Semi-Wüstenklima. Die durchschnittliche Jahrestemperatur in der Region beträgt 17 °C. Der wärmste Monat ist der August mit einer Durchschnittstemperatur von 32 °C, der kälteste der Januar mit −2 °C. Die durchschnittliche jährliche Niederschlagsmenge beträgt 392 Millimeter. Der feuchteste Monat ist der April mit durchschnittlich 59 mm Niederschlag, der trockenste der September mit 9 mm Niederschlag.

## Bevölkerung
| Jahr | Einwohnerzahl |
| ---- | ------------- |
| 2009 | 1482          |
| 2021 | 2219          |